# Húsafjall
Húsafjall är ett berg i Färöarna (Kungariket Danmark).   Det ligger i sýslan Eysturoya sýsla, i den norra delen av landet, 30 km norr om huvudstaden Tórshavn. Toppen på Húsafjall är 695 meter över havet. Húsafjall ligger på ön Eysturoy.
Terrängen runt Húsafjall är kuperad. En vik av havet är nära Húsafjall åt nordost. Runt Húsafjall är det ganska glesbefolkat, med 36 invånare per kvadratkilometer. Närmaste större samhälle är Fuglafjørður, 9,0 km öster om Húsafjall. Trakten runt Húsafjall består i huvudsak av gräsmarker.